# Georg Hellmesberger, Pai
Georg Hellmesberger, Pai (24 de Abril de 1800 - 16 de Agosto de 1873) foi um maestro, violinista e compositor austríaco.
Ele nasceu em Viena. Sua primeira lição musical foi ensinada pelo seu pai. Estudou na escola Cistercian Heiligenkreuz Abbey, e ingressou em um curso de Filosofia em Viena. Estudou no Conservatório de Viena sob os ensinamentos de Joseph Böhm (violino) e Emanuel Föster (composição). Em 1821 tornou-se assistente de Böhm. Lecionou no conservatório em 1826. De 1833 até 1867 ele foi professor. Alguns de seus alunos foram: Joseph Joachim, Leopold Auere seus dois filhos. Ele foi concertmaster da Ópera da Corte de Viena em 1830, após a morte de Ignaz Schuppanzigh, e foi kapellmeister da Filarmônica de Viena de 1842 até 1867. Ele compôs dois concertos para violino, quarteto de cortas, trabalhos de variações para violino.
Foi o pai de Josef Hellmesberger Jr. e Georg Hellmesberger Jr.